# 长征街道 (遵义市)
长征街道，是中华人民共和国贵州省遵义市红花岗区下辖的一个街道办事处。
2015年12月8日，贵州省人民政府批复同意撤销长征镇，设置长征街道。

## 行政区划
长征街道下辖以下地区：
黄泥坡社区、河北井社区、杨柳堰社区、青菜关社区、凉水井村、坪丰村、民政村和沙坝村。